# Урок історії
«Урок історії» (англ. History Lesson) — фантастичне оповідання з елементами постапокаліптики та катастрофи письменника Артура Кларка, вперше опубліковане в 1949 р. журналом Startling Stories. Сюжет розгортається у двох частинах навколо загибелі людської цивілізації в результаті охолодження Сонця та подальшої експедиції мешканців Венери на мертву Землю.

## Сюжет
Перша частина розповідається з точки зору племені кочових людей в майбутньому, коли на Землі настав новий льодовиковий період. Плем'я тікає в бік екватора від наступаючих льодовиків, що спускаються з Північного полюса, але виявляє, досягнувши екваторіальної зони, що льодовики з Південного полюса також наступають до екватора. Плем'я несе в собі кілька реліквій з середини 21-го століття, які вважаються священними. До остаточного зникнення людства святині були благополучно укриті в горах.
Друга частина оповідання розказує про расу розумних венеріанських рептилій, які через 5000 років після охолодження Сонця освоїли космічні перельоти. Венеріанська експедиція побувала на Землі та повернулася з реліквіями останнього племені людей. Назва оповідання походить від спроби венеріанських вчених реконструювати спосіб життя і зовнішній вигляд двоногих істот, які колись ходили по третій планеті, через аналіз одного з останніх реліктів людства — рулону плівки, що містить короткий диснеєвський мультфільм.

## Паралелі
- Відповідно до вступу Кларка в його збірці Reach for Tomorrow, корені цього оповідання йдуть до «Рятувального загону». Подібність у тому, що Сонце призводить до зникнення життя на Землі, але там замість охолодження воно вибухає, знищуючи всі планети.
- Льодовиковий період у зв'язку з охолодженням Сонця настає наприкінці роману «Фонтани раю» і в короткому оповіданні «Забутий ворог».

## Публікації
Оповідання «Урок історії» включене під назвою «Експедиція на Землю» в антологію Кларка Експедиція на Землю, опубліковану в 1953 р.